# Park Ji-sung
Park Ji-sung (født 25. februar 1981 i Suwon) er en sydkoreansk tidligere fodboldspiller. Han er den første asiatiske spiller til at score i UEFA Champions Leagues historie, og han blev også den første asiat til at vinde turneringen den 21. maj 2008, med Manchester United. Han var også en del af det sydkoreanske landshold, som nåede til semifinalerne i VM i 2002, hvor han scorede ved en lejlighed mod Portugal.

## Karriere

### Tidlig karriere
Park blev født i et fattigt arbejderområde i Suwon. Under folkeskoletiden, fik Park afslag, på grund af sin lave økonomiske status, af adskillige professionelle klubber. Park endte med at spille for Myongji University, efter at hans folkeskoletræner havde stærkt anbefalet ham til deres træner. Under sin universitetskarriere gav Kyoto Purple Sanga fra Japan ham en kontrakt, og Park accepterede og skrev under.

### Kyoto Purple Sanga
Park skrev under med den japanske klub, som var rykket ned til J2 i den japanske liga. I 2001 vandt klubben mesterskabet i 2. Division og rykkede op i 1. Division. I 2002 førte Park holdet til finalen i Emperor's Cup, og scorede et afgørende mål med et hovedstød og blev assisteret af Kurobes vindermål i finalekampen. Holdet endte med at vinde kampen 2-1 og blev Emperor's Cup-mestre for første gang i Sangas historie. Han forlod Sanga efter VM, og Sanga formåede ikke at undgå at rykke ned til J2 igen.

### PSV Eindhoven
Efter VM blev den tidligere Sydkorea-manager Guus Hiddink manager for den hollandske klub PSV Eindhoven. I 2003 flyttede Park og den sydkoreanske holdkammerat Lee Young-Pyo til PSV Eindhoven, for at spiller under deres tidligere landholdstræner. Mens Lee hurtigt blev en del af holdet i PSV Eindhovens startopstilling, havde Park problemer med nogle skader.
Dog i slutningen af 2003-04-sæsonen, begyndte Park at tilpasse sig i Holland, både på og uden for banen. I 2004-05-sæsonen skaffede skiftet af Arjen Robben til Chelsea Park flere startmuligheder, og han viste hurtigt sit værd til holdet. Sammen med Johann Vogel, hollænderen Mark van Bommel, Philip Cocu og DaMarcus Beasley formede Park en solid PSV Eindhoven-midtbane med sin fart og sit pasningsspil.
Efter at være blevet en topbidragyder af mål og assists den sæson, kom højdepunktet i Parks PSV-karriere, da han scorede det første mål mod det italienske hold AC Milan i Champions League-semifinalerne. PSV endte med at vinde hjemmekampen 3-1, men deres 2-0-nederlag på udebane betød, at AC Milan gik videre til Champions League-final.
På grund af omfanget af Parks heltestatus i klubben, skrev PSV’s fans en sang til Park for hans bidrag under sin tid med klubben med titlen "Song for Park". Sangen var inkluderet i PSV’s officielle album "PSV Kampioen", hvor der bliver gentaget "Ji-Sung Park" med hollandsk udtalen hele tiden.

### Manchester United
I den sidste måneder af 2004-05-sæsonen, valgte Park at slutte sig til Sir Alex Ferguson fra Manchester United, som var imponeret over Parks livlige spillestil, fantastiske tempo og uovertrufne fitness. Park skrev under med den engelske Premier League-trup Manchester United for 42,96 millioner kroner og et lægetjek og arbejdstilladelse.
Park blev den første asiat til at være kaptajn for Manchester United, da Ryan Giggs gav sit armbånd til Park, da han blev skiftet ud i en europæisk hjemmekamp mod Lille OSC. Hans første mål for Manchester United kom den 20. december 2005, under en 3-1-sejr over Birmingham City i League Cuppens kvartfinale. Han første mål i Premier League-sammenhæng var mod Fulham den 5. februar 2006 i Manchester Uniteds 4-2-sejr på Old Trafford. Men Premier Leagues Dubious Goals Panel (Tvivlsomme Mål Panel) fastslog senere, at målet var et "selvmål" på grund af en Fulham-forsvarer der rettede bolden af. Parks første officielle ligamål kom mod Arsenal den 9. april i Manchester Uniteds 2-0-sejr på Old Trafford.
I april 2007 blev Park sendt til Amerika til en undersøgelse på en tilbagevendende knæskade, som satte ham ud i resten af sæsonen. Selv om han var ude med skaden i det meste af sæsonen, havde han stadig spillet nok kampe til, at blive den første koreanske spiller til, at vinde Premier League.
Den 1. marts 2008 scorede Park sit første Premier League-mål i 2007-08-sæsonen, efter at han var vendt tilbage fra sin langvarige skade mod Fulham. Hans manglende optrædener havde skabt mange problemer i Sydkorea. Han viste sit værd igen, da han lavede en assist til Rooney i Champions League-kvartfinalekampen mod A.S. Roma. Den 9. april 2008 var Park også med i den anden kamp i kvartfinalen mod A.S. Roma. Da Manchester United nåede frem til semifinalerne i Champions League, blev Park den eneste asiatiske fodboldspiller at være en del af Champions League semifinalerne tre forskellige tidspunkter. Den 29. april 2008 kvalificerede Manchester United sig til Champions League-finalen efter at have slået Barcelona, hvor Park blev kåret som 'Man of the match'. Det kom derfor også som en kæmpe overraskelse for mange at Park ikke var med i truppen, da de mødte Chelsea i Champions League-finalen. Mange havde troet at Parks indsats mod Roma og Barcelona gjorde, at han fik en plads i startopstillingen i finalen. Da han ikke fik det, blev Park derfor ikke den første fodboldspiller fra Asien til at spille i en Champions League-finale, det var blevet meget forventet i Sydkorea.
Senere udtalte Manchester United-manageren Sir Alex Ferguson, at lade den sydkoreanske wing blive ude af 18-mand-truppen til Champions League-finalen var en af de sværeste beslutninger, han havde lavet i hele sin manager-karriere.
Tidligt i 2008-09-Premier League-sæsonen i en udekamp mod Chelsea, scorede Park det eneste mål for United i 1-1-opgøret den 21. september 2008, i en kamp hvor han også vandt Man of the match-titlen.

### Queens Park Rangers
Grundet mangel af spilletid på Manchester Uniteds førstehold, blev Park solgt til Queens Park Rangers. Den 9. juli 2012 blev transferen offentliggjort hvor han skrev under på en 2-årig lang kontrakt. Den 18. august 2012 fik Park sin debut i en 5-0 sejr over Swansea City
Kort sagt, så var Parks første sæson i klubben meget skuffende.

### Lån ud til PSV Eindhoven
Efter at Queens Park Rangers rykkede ned til The Championship, skrev Park under på en lejekontrakt som udløber i 2014 med PSV Eindhoven, som også er hans tidligere klub. Dette fandt sted den 8. august 2013.

## International karriere
Park begyndte sin internationale karriere som 19-årig defensiv midtbanespiller. Park fik sin første optræden ved udvælgelsen til Sydney-OL i 2000 til U/23-kvalifikation. Park var på OL-turlisten sammen med Lee Chun-Soo og Lee Dong-Gook. Udvalgt af den dagværende manager Huh Jung-Moo, han var ude af stand til at forbedre eller vise potentiale som en fremtidig regelmæssig manager Sydkorea. Men da Guus Hiddink blev manager for Sydkorea, blev Parks position flyttet til Wing. Siden da har Park været en alsidig spiller i stand til at spille i en række forskellige positioner: central, højre og venstre midtbane samt wing-angriber.
Park scorede et mindeværdigt mål ved VM i 2002. Det var under gruppespilsfasen hvor Sydkorea havde vundet deres første kamp mod Polen og spillet uafgjort mod USA. Med henblik på at gå videre, skulle de formå at få mindst uafgjort mod favoritterne Portugal. Kampen var 0-0 indtil det 70. minut, hvor to røde kort allerede var blevet givet til Portugal, da Park scorede matchvinder-målet, han temmede bolden med sit bryst, kom uden om Sérgio Conceição og til sidst skød han den i nette med sin venstre fod. Hans mål eliminerede Portugal og kvalificerede Sydkorea til knockout-runden i turneringen for første gang nogen sinde.
Parks succes ved VM fortsatte i 2006-turneringen. Han scorede det afgørende mål i den anden gruppe G-kamp mod de senere finalister Frankrig i VM 2006 og blev udnævnt som Man of the match. Mellem de to verdensmesterskabsfinaler, blev hans trøjenummer skiftet fra 21 til 7, og han spillede i hver en kamp for Sydkorea. Han deltog også ved VM i 2010 i Sydafrika.
Den 11. oktober var han kaptajn for Sydkorea for første gang i en venskabskamp mod Usbekistan. Kampen endte 3-0 til Sydkorea.

## Karrierestatistikker
| Klub               | Sæson          | Liga | Liga | Cup | Cup | Liga Cup | Liga Cup | Kontinental | Kontinental | Total | Total |
| Klub               | Sæson          | Kmp  | Mål  | Kmp | Mål | Kmp      | Mål      | Kmp         | Mål         | Kmp   | Mål   |
| ------------------ | -------------- | ---- | ---- | --- | --- | -------- | -------- | ----------- | ----------- | ----- | ----- |
| Kyoto Purple Sanga | 2000           | 13   | 1    | -   | -   | -        | -        | -           | -           | 13    | 1     |
| Kyoto Purple Sanga | 2001           | 38   | 3    | -   | -   | -        | -        | -           | -           | 38    | 3     |
| Kyoto Purple Sanga | 2002           | 25   | 7    | -   | -   | -        | -        | -           | -           | 25    | 7     |
| Kyoto Purple Sanga | I alt          | 76   | 11   | -   | -   | -        | -        | -           | -           | 76    | 11    |
| PSV Eindhoven      | 2002-03        | 8    | 0    | 0   | 0   | -        | -        | 0           | 0           | 8     | 0     |
| PSV Eindhoven      | 2003-04        | 28   | 6    | 1   | 0   | -        | -        | 10          | 0           | 39    | 6     |
| PSV Eindhoven      | 2004-05        | 28   | 7    | 3   | 2   | -        | -        | 13          | 2           | 44    | 11    |
| PSV Eindhoven      | I alt          | 64   | 13   | 4   | 2   | -        | -        | 23          | 2           | 91    | 17    |
| Manchester United  | 2005-06        | 34   | 1    | 2   | 0   | 3        | 1        | 6           | 0           | 45    | 2     |
| Manchester United  | 2006-07        | 14   | 5    | 5   | 0   | 0        | 0        | 1           | 0           | 20    | 5     |
| Manchester United  | 2007-08        | 12   | 1    | 2   | 0   | 0        | 0        | 4           | 0           | 18    | 1     |
| Manchester United  | 2008-09        | 4    | 1    | 0   | 0   | 0        | 0        | 2           | 0           | 6     | 1     |
| Manchester United  | I alt          | 64   | 8    | 9   | 0   | 3        | 1        | 13          | 0           | 89    | 9     |
| Karriere i alt     | Karriere i alt | 201  | 31   | 13  | 2   | 3        | 1        | 36          | 2           | 252   | 36    |

### Internationale mål
Scoringer og resultater er listet med Sydkoreas mål først.
| # | Dato             | Sted                | Modstander                 | Scoring | Resultat | Konkurrence   |
| - | ---------------- | ------------------- | -------------------------- | ------- | -------- | ------------- |
| 1 | 7. juni 2000     | Tehran, Iran        | Makedonien                 | 2-0     | 2-1      | Venskabs      |
| 2 | 21. maj 2002     | Seogwipo, Sydkorea  | England                    | 1-1     | 1-1      | Venskabs      |
| 3 | 26. maj 2002     | Suwon, Sydkorea     | Frankrig                   | 1-1     | 2-3      | Venskabs      |
| 4 | 14. juni 2002    | Incheon, Sydkorea   | Portugal                   | 1-0     | 1-0      | VM 2002       |
| 5 | 8. juni 2005     | Kuwait City, Kuwait | Kuwait                     | 4-0     | 4-0      | VM 2006 Kval. |
| 6 | 18. juni 2006    | Leipzig, Tyskland   | Frankrig                   | 1-1     | 1-1      | VM 2006       |
| 7 | 6. februar 2008  | Seoul, Sydkorea     | Turkmenistan               | 3-0     | 4-0      | VM 2010 Kval. |
| 8 | 31. maj 2008     | Seoul, Sydkorea     | Jordan                     | 1-0     | 2-2      | VM 2010 Kval. |
| 9 | 15. oktober 2008 | Seoul, Sydkorea     | Forenede Arabiske Emirater | 2-0     | 4-1      | VM 2010 Kval. |

## Hæder

### Klub

#### Kyoto Purple Sanga
- J. League Division 2:
  - Vinder (1): 2001
- Emperor's Cup:
  - Vinder (1): 2002

#### PSV Eindhoven
- Holland Casino Eredivisie:
  - Vinder (1): 2004-05
  - Runner-up (1): 2003-04
- Amstel Cup:
  - Vinder (1): 2005

#### Manchester United
- FA Premier League:
  - Vinder (2): 2006-07, 2007-08
  - Runner-up (1): 2005-06
- FA Cup:
  - Runner-up (1): 2006-07
- Football League Cup:
  - Vinder (1): 2005-06
- FA Community Shield:
  - Vinder (1): 2007
- UEFA Champions League:
  - Vinder (1): 2007-08
- UEFA Super Cup:
  - Runner-up (1): 2008

### Land

#### Sydkorea
- VM i fodbold:
  - 4. plads (1): 2002

### Individuelt
- Nomineret til: UEFA Club Football Awards: 2005
- Årets Fodboldspiller i Europa-kandidat: 2005
- Eurosport Bedste XI-midtbanespiller: 2007
- UEFA Champions League Bedste XI: 2005
- J. League Division 2 MVP: 2001
- Emperor's Cup MVP: 2002
- J. League Bedste XI: 2001
- J. League Bedste XI: 2002
- Amstel Cup MVP: 2005
- Holland Casino Eredivisie Bedste XI: 2004/05
- FIFA.com's Bedste Asiatiske Fodboldspiller i Europa: 2007